# 薗部英夫
薗部 英夫（そのべ ひでお、1956年（昭和31 - ）は日本の障害者支援活動家。全国障害者問題研究会副委員長、日本障害者協議会副代表。東京都在住。

## 経歴
群馬県出身。1982年金沢大学教育学部を卒業し、全国障害者問題研究会専従職員となる。1985年より同会全国事務局長、2016年から同会副委員長。2001年より日本障害者協議会理事、2015年から同会副代表。障害者の人権と発達を保障する活動の他、障害者の立場から憲法第9条を守る活動を行っている。愛称は金ベエ。

## 著書
- 『北欧＝幸せのものさし―障害者権利条約のいきる町で』（全国障害者問題研究会出版部,2015年）
- 『北欧　考える旅―福祉・教育・障害者・人生』（全国障害者問題研究会出版部,2009年）
- 『障害者と家族のためのインターネット入門』（共著）（全国障害者問題研究会出版部,2001年）
- 『パソコンボランティア』（共著）（日本評論社,1997年）